# Tef
Tef o teff (Eragrostis tef, amhàric ጤፍ ṭēff, tigrinya ጣፍ ṭaff) és una espècie de planta herbàcia anual de la família de les poàcies de llavor comestible que s'assimila als cereals.
El Tef és un cereal autopol·linitzat tetraploide i és una planta C4, que li permet fixar de manera més eficient el carboni en sequera i altes temperatures, i és un intermedi entre una herba tropical i una herba temperada.

## Distribució
És nadiua de l'Altiplà d'Etiòpia, on es conrea principalment; es conrea també a l'Índia i Austràlia i s'està assajant el seu conreu als Estats Units. El seu nom és lligat per una etimologia popular al radical etiòpic ṭff, "perdut", a causa de la mida petita dels grans.

## Usos
Des del punt nutritiu té característiques interessants, ja que conté molta fibra alimentària i ferro a més de proteïna i calci. Com que conté tots vuit aminoàcids essencials, i més lisina que el blat o l'ordi, la seva proteïna és particularment nutritiva. És adient per les persones celíaques perquè, encara que conté gluten, el gluten de tef no conté la porció α-gliadina que provoca la malaltia.
Com a inconvenient presenta una llavor molt menuda d'aproximadament un mil·límetre de diàmetre; es pot cuinar en una manera semblant a mill o quinoa, però es cuina més ràpidament degut als grans petits. És famós pel pa pla etíop fet de la seva farina, injera, l'aliment bàsic de la dieta etiòpica.
És un aliment molt important a Etiòpia i Eritrea; representa vora el 25% dels cereals conreats a Etiòpia i el 90 % de la producció mundial. Com que les llavors són tan xiques n'hi caben moltes a la mà i per això està adaptada al seminomadisme.